# Dorfkirche Klein Haßlow

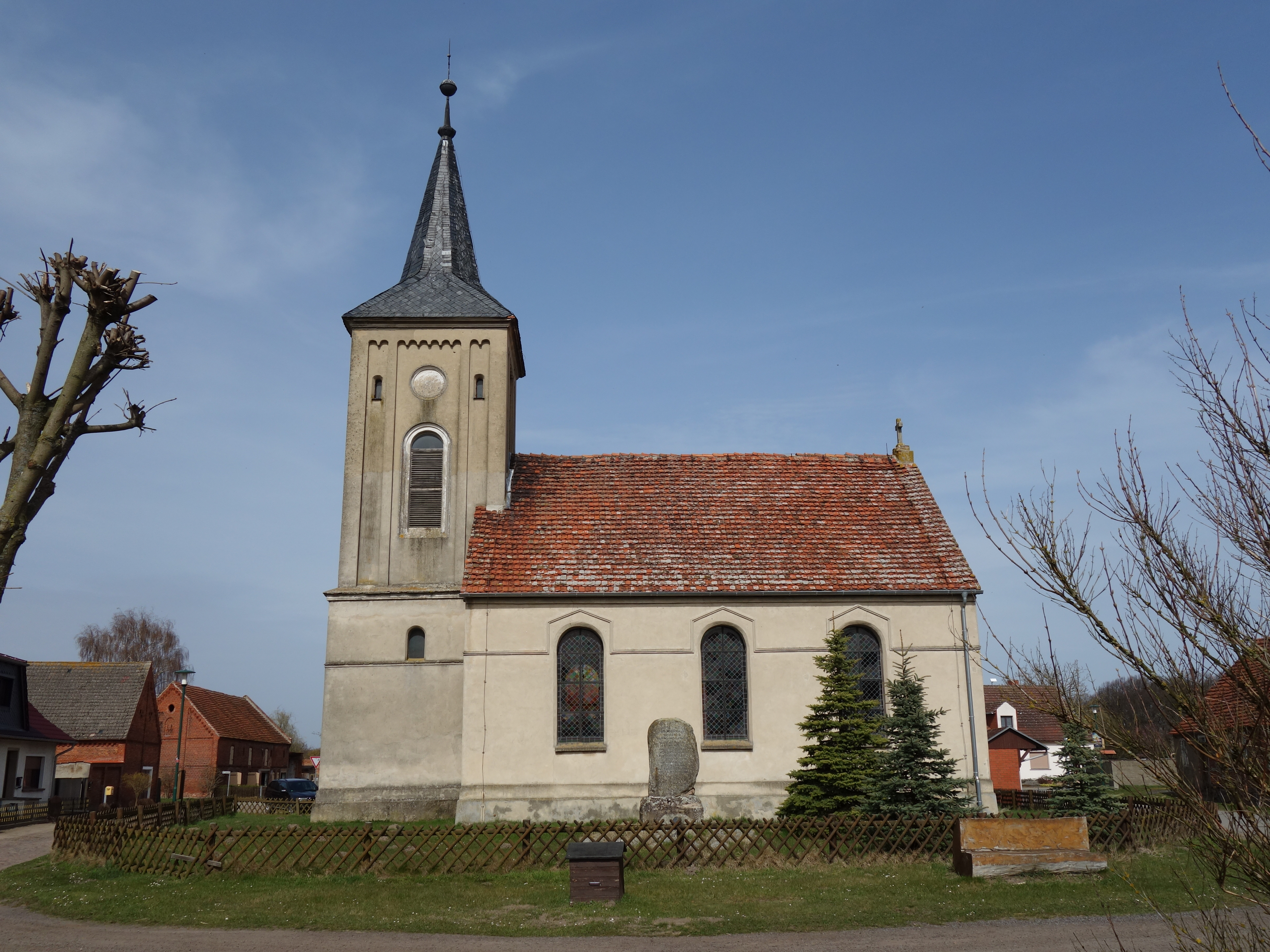
Südansicht

Die Dorfkirche Klein Haßlow ist ein Kirchengebäude im Ortsteil Klein Haßlow der Stadt Wittstock/Dosse im Landkreis Ostprignitz-Ruppin. Sie gehört zur Kirchengemeinde "Zwischen Dosse und Heide" im Kirchenkreis Wittstock-Ruppin in der Evangelischen Kirche Berlin-Brandenburg-schlesische Oberlausitz.

## Architektur
Die kleine Saalkirche mit Satteldach wurde in der Mitte des 19. Jahrhunderts aus Ziegeln errichtet und verputzt. Der Bau wurde auf den Resten eines Vorläufers von 1746 errichtet und mit einem quadratischen Westturm versehen. Das Turmobergeschoss weist eine neuromanische Lisenengliederung auf. Den Turm deckt ein oktogonaler, verschieferter Knickhelm mit einer Wetterfahne aus dem 18. Jahrhundert.
Die Ostwand wurde mit Blendarkaden verziert.

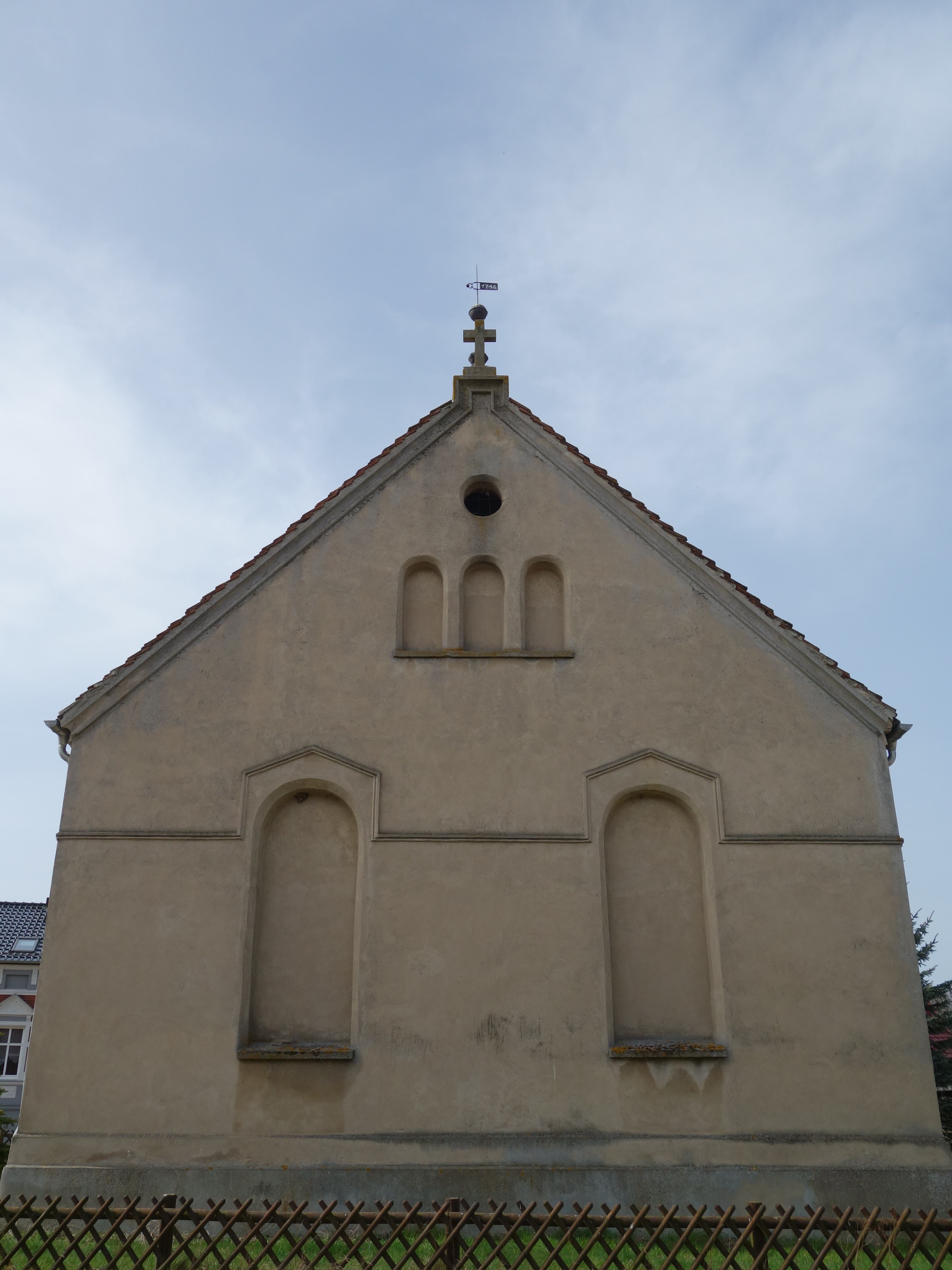
Ostansicht

## Innengestaltung
Im Inneren finden sich eine angeschrägte Balkendecke und eine Westempore. Der Kanzelaltar aus dem Jahr 1730 wurde aus der Heilig-Geist-Kirche in Wittstock übernommen.